# Nybosjön (Bollnäs socken, Hälsingland)
Nybosjön är en sjö i Bollnäs kommun i Hälsingland och ingår i Testeboåns huvudavrinningsområde. Sjön är 8 meter djup, har en yta på 0,249 kvadratkilometer och befinner sig 304,1 meter över havet. Sjön avvattnas av vattendraget Svartån.

## Delavrinningsområde
Nybosjön ingår i det delavrinningsområde (677473-151624) som SMHI kallar för Utloppet av Nybosjön. Medelhöjden är 340 meter över havet och ytan är 5,18 kvadratkilometer. Det finns ett avrinningsområde uppströms, och räknas det in blir den ackumulerade arean 17,28 kvadratkilometer. Svartån som avvattnar avrinningsområdet har biflödesordning 2, vilket innebär att vattnet flödar genom totalt 2 vattendrag innan det når havet efter 93 kilometer. Avrinningsområdet består mestadels av skog (85 procent) och sankmarker (10 procent). Avrinningsområdet har 0,25 kvadratkilometer vattenytor vilket ger det en sjöprocent på 4,8 procent.